# PGRMC2
PGRMC2 (англ. Progesterone receptor membrane component 2) – білок, який кодується однойменним геном, розташованим у людей на короткому плечі 4-ї хромосоми.  Довжина поліпептидного ланцюга білка становить 223 амінокислот, а молекулярна маса — 23 818.
| 10         |  | 20         |  | 30         |  | 40         |  | 50         |
| ---------- |  | ---------- |  | ---------- |  | ---------- |  | ---------- |
| MAAGDGDVKL |  | GTLGSGSESS |  | NDGGSESPGD |  | AGAAAEGGGW |  | AAAALALLTG |
| GGEMLLNVAL |  | VALVLLGAYR |  | LWVRWGRRGL |  | GAGAGAGEES |  | PATSLPRMKK |
| RDFSLEQLRQ |  | YDGSRNPRIL |  | LAVNGKVFDV |  | TKGSKFYGPA |  | GPYGIFAGRD |
| ASRGLATFCL |  | DKDALRDEYD |  | DLSDLNAVQM |  | ESVREWEMQF |  | KEKYDYVGRL |
| LKPGEEPSEY |  | TDEEDTKDHN |  | KQD        |  |            |  |            |

A: Аланін

C: Цистеїн

D: Аспарагінова кислота

E: Глутамінова кислота

F: Фенілаланін

G: Гліцин

H: Гістидин

I: Ізолейцин

K: Лізин

L: Лейцин

M: Метіонін

N: Аспарагін

P: Пролін

Q: Глутамін

R: Аргінін

S: Серин

T: Треонін

V: Валін

W: Триптофан

Кодований геном білок за функцією належить до рецепторів. 
Білок має сайт для зв'язування з ліпідами, стероїдами. 
Локалізований у мембрані.